# Gabriel Loppé

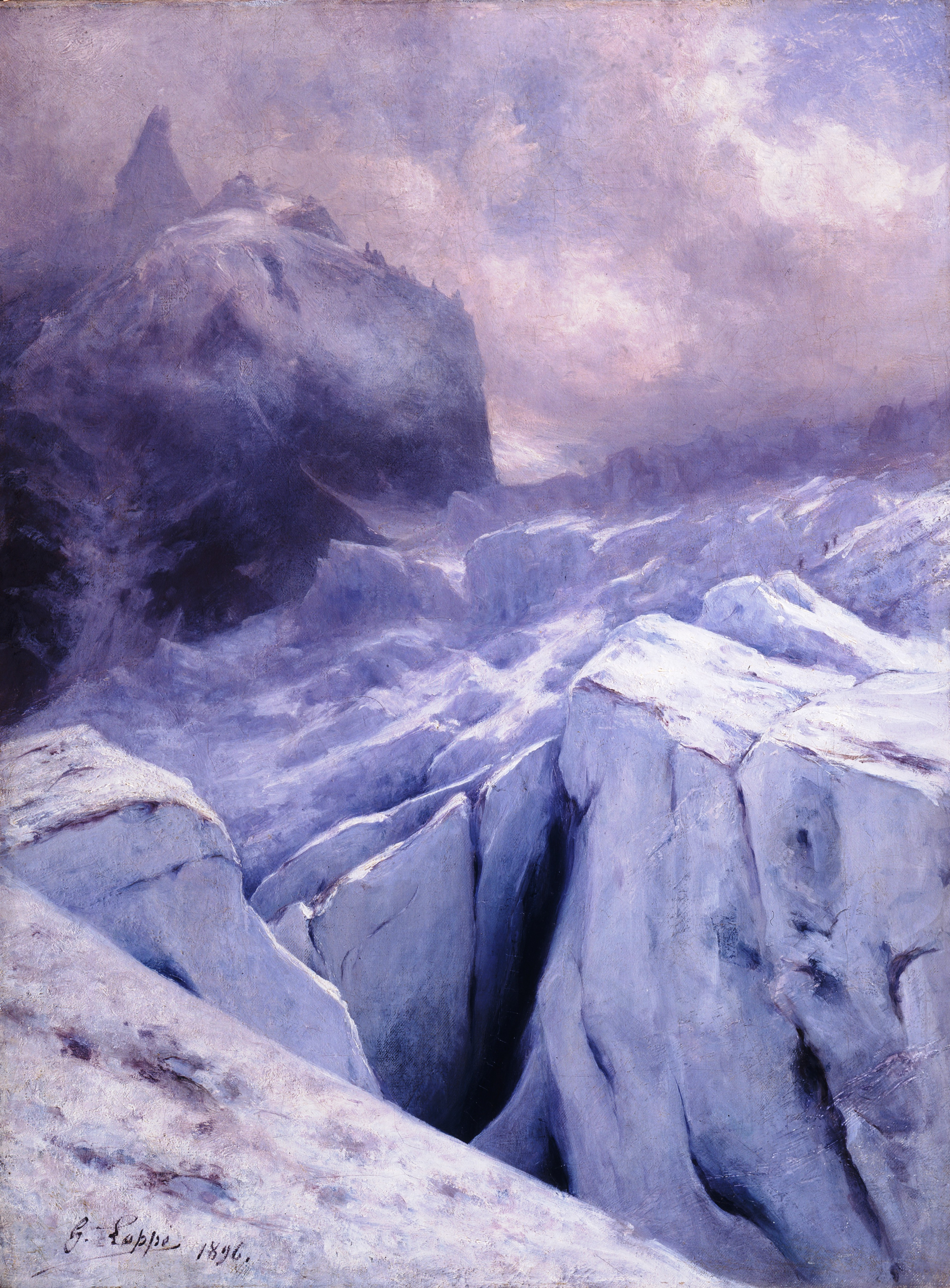
Crevasses sur le glacier du Géant - Massif du Mont-Blanc (huile sur toile, 1896).

Gabriel Loppé, né le 2 juillet 1825, mort le 19 mai 1913, est un peintre français, photographe et alpiniste.
Il est devenu le premier étranger membre du Club alpin britannique de Londres.

## Biographie
Sa mère est la cousine de l'écrivain Eugène Sue. Son père était ingénieur et Loppé a passé son enfance dans le Sud-Est de la France, avant de rejoindre Paris, où il devient interne au lycée Henri IV. À 21 ans, il grimpe une petite montagne dans le Languedoc et y trouve un groupe de peintres qui en esquisse le sommet. Ce jour-là, il trouve sa vocation. Il se rend ensuite à Genève (Suisse) où il rencontre le leader suisse des peintres paysagistes, Alexandre Calame (1810-1864). Loppé se met à l'alpinisme à Grindelwald (Suisse) dans les années 1850 et se fait facilement de nombreux amis parmi les alpinistes anglais en France et en Suisse. Bien qu'il soit souvent étiqueté comme un élève de Calame et de son rival François Diday, Loppé est plutôt un artiste autodidacte. Il est devenu le premier peintre à travailler à haute altitude, profitant de ses expéditions et gagnant le droit d'être considéré comme le fondateur de l'école des peintres-alpinistes, qui s'est établie en Savoie (département français) à la fin du XIXe siècle.

## Carrière artistique

### Peintre
Ses peintures sont célèbres pour leur atmosphère et leur spontanéité qui vont lui permettre d'être exposé à de nombreuses reprises à Londres et Paris. Il expose à Genève en 1852. En 1896, Loppé aura passé plus de cinquante saisons d'escalade et de peinture à Chamonix.
Parmi les suiveurs notables de Loppé, on compte Charles-Henri Contencin (1875-1955) et Jacques Fourcy (1900-1991). Ils se retrouvèrent ensemble pour la première ascension du Mont Mallet (un sommet du massif du Mont-Blanc) par la voie des Grandes Jorasses de Chamonix (France), Loppé fera également plus de quarante ascensions du Mont Blanc au cours de sa carrière d'alpiniste, qui a duré jusqu'à la fin des années 1890. Il a souvent fait des croquis à l'huile des sommets alpins, y compris un panorama depuis le sommet du Mont Blanc.
Une exposition itinérante nommée "Voyages en montagne" a été consacrée à l'œuvre de l'artiste en 2005-2006 aux musées d'Annecy, de Chambéry et de Gap. Un catalogue a été édité pour l'occasion .

### Photographie

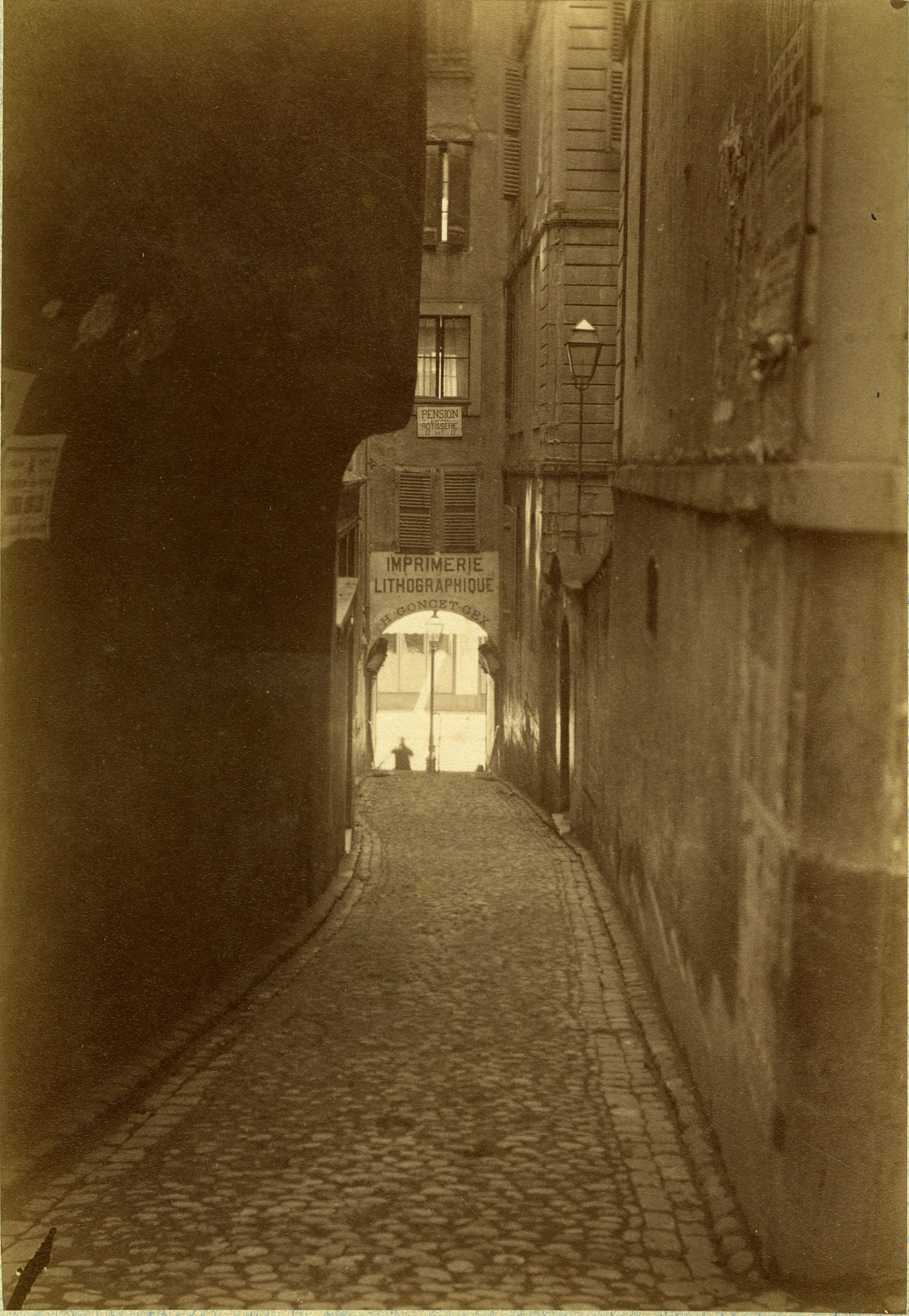
Photographie de Gabriel Loppé, Passage du Terraillet à Genève, 31 cm x 23.8 cm

Durant ses dernières années, Loppé est pris de fascination pour la photographie et a même beaucoup innové dans ce domaine. Sa photographie de la Tour Eiffel frappée par la foudre fait maintenant partie des collections du Musée d'Orsay à Paris.